# Totti Bergh
Totti Bergh, egentligen Theodor Christian Frølich Bergh, född 5 december 1935 i Oslo, död 4 januari 2012 i samma stad, var en norsk saxofonist, jazzmusiker och orkesterledare.

## Biografi
Bergh inledde sin musikaliska bana som klarinettist, men bytte instrument till saxofon 1952. Bergh spelade i Kjell Karlsens orkester 1955–1964. Från 1960-talets början hade han även ett mångårigt samarbete med Rowland Greenberg som med vissa avbrott varade in på 1980-talet.
Från 1979 hade Bergh en egen jazzkvintett där bland annat hans fru Laila Dalseth ingick. Han spelade även tillsammans med bland andra musiker som Al Cohn, Plas Johnson och Major Holley. Bergh var bland annat influerad av Lester Young och Zoot Sims. 
Bergh var gift med jazzsångerskan Laila Dalseth från 1963 till sin död. Han var son till höiesterettsadvokat Johannes Bergh (1900–1956) och Theodora Marie Frølich (1909–1957), samt bror till jazzhistorikern Johs. Bergh (1932–2001). Därmed var sångerskan Karin Krog hans svägerska.

## Diskografi (i urval)
- 1985 – I hear a rhapsody
- 1986 – Tenor gladness, med Al Cohn
- 1993 – On the trail!, med Plas Johnson
- 1995 – Remember
- 1998 – Night birds, med Harry Allen och George Masso
- 2012 – Totti's choice (postumt samlingsalbum)

## Utmärkelser (i urval)
- 1994 – Gammleng-prisen
- 1997 – Ella-prisen
- 1999 – Buddyprisen